# Cratere Heller
Heller è un cratere sulla superficie di Rea.